# Kohei Shimoda
Kohei Shimoda (下田 光平 Shimoda Kohei?, nacido el 8 de abril de 1989 en Akita) es un futbolista japonés que se desempeña como defensa.

## Trayectoria

### Clubes
| Club              | País  | Año         |
| ----------------- | ----- | ----------- |
| FC Tokyo          | Japón | 2008 - 2012 |
| Mito HollyHock    | Japón | 2009 - 2010 |
| FC Machida Zelvia | Japón | 2012        |
| V-Varen Nagasaki  | Japón | 2013 - 2014 |
| Blaublitz Akita   | Japón | 2015 - 2017 |

## Estadística de carrera

### J. League
| Club              | Año   | J. League | J. League | Copa J. League | Copa J. League | Total | Total |
| Club              | Año   | Part.     | Goles     | Part.          | Goles          | Part. | Goles |
| ----------------- | ----- | --------- | --------- | -------------- | -------------- | ----- | ----- |
| FC Tokyo          | 2008  | 0         | 0         | 0              | 0              | 0     | 0     |
| FC Tokyo          | 2009  | 0         | 0         | 0              | 0              | 0     | 0     |
| Mito HollyHock    | 2009  | 17        | 0         | -              | -              | 17    | 0     |
| Mito HollyHock    | 2010  | 14        | 0         | -              | -              | 14    | 0     |
| FC Tokyo          | 2011  | 3         | 0         | -              | -              | 3     | 0     |
| FC Tokyo          | 2012  | 0         | 0         | 0              | 0              | 0     | 0     |
| FC Machida Zelvia | 2012  | 16        | 1         | -              | -              | 16    | 1     |
| V-Varen Nagasaki  | 2013  | 13        | 0         | -              | -              | 13    | 0     |
| V-Varen Nagasaki  | 2014  | 15        | 1         | -              | -              | 15    | 1     |
| Blaublitz Akita   | 2015  | 34        | 0         | -              | -              | 34    | 0     |
| Blaublitz Akita   | 2016  | 15        | 1         | -              | -              | 15    | 1     |
| Blaublitz Akita   | 2017  | 7         | 0         | -              | -              | 7     | 0     |
| Total             | Total | 134       | 3         | 0              | 0              | 134   | 3     |

## Palmarés

### Títulos nacionales
| Título             | Club            | País  | Año  |
| ------------------ | --------------- | ----- | ---- |
| Copa J. League     | FC Tokyo        | Japón | 2009 |
| J2 League          | FC Tokyo        | Japón | 2011 |
| Copa del Emperador | FC Tokyo        | Japón | 2012 |
| J3 League          | Blaublitz Akita | Japón | 2017 |